# Гаспарино (Пиза)
Гаспарино је насеље у Италији у округу Пиза, региону Тоскана.
Према процени из 2011. у насељу је живело 56 становника. Насеље се налази на надморској висини од 145 м.